# Aspitates canariaria
Aspitates canariaria là một loài bướm đêm trong họ Geometridae.